# Křížová cesta (Janovice v Podještědí)
Křížová cesta v Janovicích v Podještědí na Liberecku se nachází 500 metrů jihozápadně od centra obce v poutním místě Janovické poustevny.

## Historie
Křížová cesta vede k poutnímu místu Janovické poustevny. Tvoří ji čtrnáct obrázků ve dřevěném rámu upevněných na dřevěném zábradlí venkovního schodiště.
V polovině 18. století zde bývala poustevna. Po zrušení dominikánského kláštera v Jablonném v Podještědí roku 1788 se sem uchýlili mniši Thomas a Valerián. Ti zde postavili roubené stavení a ve skalách vytesali malé komůrky. Věnovali se léčitelství a v janovické škole vyučovali základy náboženství.
Roku 1834 bylo místo vysvěceno, byla uspořádána poutní slavnost a od té doby se sem poutě konaly každoročně. Majitel pozemku Anton Rudolf z Janovic zde roku 1864 vytvořil Olivetskou horu a Kalvárii, do skály vytesal jeskyni Božího hrobu a na okolní stromy rozvěsil obrázky Křížové cesty.
Tradice poutí se udržela až do roku 1944, poté místo pustlo. Na konci 20. století bylo poutní místo vyčištěno a byla zahájena jeho obnova.
Na okraji lesa stojí tvarovaná pískovcová skála s několika vytesanými výklenky pro sošku a svaté obrázky, v její dolní části je vyhloubená jeskyně Božího hrobu. Před skálou je upravená plošina a vedle ní Kalvárie s dřevěným křížem na vrcholu. Ke kříži vedou kamenné schody zabezpečené vyvýšeným dřevěným zábradlím. Na něm jsou umístěny obrázky Křížové cesty, které byly posvěceny 5. července 2005.
V protějším lesíku jsou v nízkých skalkách vytesané malé komůrky bývalé poustevny.